# Adam Mokrysz
 (septembre 2019).
Si vous disposez d'ouvrages ou d'articles de référence ou si vous connaissez des sites web de qualité traitant du thème abordé ici, merci de compléter l'article en donnant les références utiles à sa vérifiabilité et en les liant à la section « Notes et références ».
 (septembre 2019).
Adam Mokrysz, né le 25 juillet 1979 à Cieszyn, est un entrepreneur, investisseur et philanthrope polonais. 
Docteur en sciences économiques, président du Groupe Mokate et Mokate S.A. Expert commercial dans le domaine des produits de grande consommation (PGC),,,,, il soutient le développement des communautés locales et l'éducation. 
Il a été honoré de la Croix d'argent du mérite.

## Éducation
Adam Mokrysz est le fils de Teresa et Kazimierz Mokrysz, fondateurs de Mokate - une entreprise agroalimentaire polonaise fondée en 1990. Diplômé en gestion et marketing de l'Université d'économie de Katowice, il a obtenu un doctorat en sciences de gestion . Titulaire d'un diplôme en commerce extérieur de l'Université de Londres. Il a également terminé des études de troisième cycle à l'IMD-AEDP - Programme de développement accéléré des cadres supérieurs de l'Université de Lausanne.   

## Carrière
Successeur et dirigeant de l'entreprise familiale Mokate, il est responsable du développement de nouvelles orientations commerciales pour l'entreprise, de la création de stratégies et de son identité internationale,,,. Auteur et créateur des principales réalisations de l'entreprise, il a acquis des connaissances pratiques sur l'entreprise en travaillant à différents niveaux de l'organisation - depuis les fonctions de base jusqu'au poste de directeur du marketing et de la gestion des marques de café les plus importantes. Ensuite, il est devenu directeur d'exportation, puis directeur du département d'exportation. Le 1er janvier 2016, il a été nommé Président du groupe Mokate . 

## Activités sociales
Adam Mokrysz soutient des organisations et institutions éducatives et culturelles. Mokate dirigé par lui est un partenaire de la Fédération Polonaise d'échecs. Il participe à des tournois et à des événements d'échecs. Il a fondé, entre autres, l'Académie d'échecs Mokate, et soutient le projet  « Éducation par le jeu d'échecs à l'école »,,.   

## Prix et distinctions
1. 2011 - Le titre d’« Exportateur exceptionnel de l'année 2011 » est décerné à MOKATE par le ministère de l'Agriculture
2. 2011 - L'Association des exportateurs polonais décerne à Mokate Sp. z o.o. dans la ville de Żory le titre de « Leader polonais de l'exportation 2011 »
3. 2013 - « Leader de l'exportation polonaise 2013 »
4. 2016 - TOP 10 des employeurs de la voïvodie de Silésie - Silesia HR Trends
5. 2016 - « Super César d'or des entreprises silésiennes »
6. 2017 - Distinction lors du concours LEADER DU SECTEUR ALIMENTAIRE 2017 pour sa position de leader sur le marché polonais des thés, cafés instantanés et boissons chocolatées, ainsi que pour ses expansions internationales successives et ses lancements de produits sur d'autres continents
7. 2017 - « Manager de l'année 2017 »
8. 2018 - Croix d'argent du mérite
9. 2018 - « Employeur exemplaire de Silésie »
10. 2018 - « Marque polonaise 2018 » Superbrands
11. 2018 - « Fabrique de l'année 2018 » dans la catégorie « Industrie alimentaire » décernée par la rédaction du magazine Inżynieria i Utrzymanie Ruchu i Control Engineering Polska
12. 2018 - « Titre de promoteur polonais » décerné par la Fondation de l'emblème promotionnel polonais « Teraz Polska »
13. 2018 - « ENTREPRENEUR MAGNUS 2018 ENTREPRENEUR DE RENOM »
14. 2018 - « Entrepreneur EY de l'année »
15. 2018 - « Prix spécial de l'expansion internationale » lors du concours de l’entrepreneur EY de l'année 2018
16. 2019 - « Entrepreneur exceptionnel » Polish African Business Achievements Awards 2019
17. 2019 - « Employeur digne de confiance »
18. 2019 - Congrès Forbes sur les entreprises familiales - « Ambassadeur familial de l'année »
19. 2019 - Symbole 2019 - « Symbole de la réussite polonaise 2019 »
20. 2019 - « Investisseur sans frontières 2019 »
21. 2020 - 28ème gala des lauriers des aptitudes et des compétences - « Laurier de platine des aptitudes et des compétences » par la Chambre régionale de commerce de Katowice - Adam Mokrysz - Président du groupe Mokate et de Mokate S.A. dans la catégorie : PRÉSENCE SUR LE MARCHÉ MONDIAL
22. 2022 - « BrandMe CEO 2023 »
23. 2023 - « Prix économique des petites et moyennes entreprises 2023 »

## Sites Internet
Le site officiel de la société Mokate
Site officiel du Dr Adam Mokrysz
Boutique en ligne Mokate